# アーントーンFC
アーントーン・フットボールクラブ（タイ語: อ่างทอง เอฟซี, 英語: Angthong Football Club）は、タイ王国のアーントーン県をホームタウンとするサッカークラブ。2010年1月1日創設。

## 歴史
2010年に創設後はリージョナルリーグ・ディヴィジョン2の中部・東部地域リーグに所属した。
2013年、新たに創設された中部・西部地域リーグに移り、優勝を果たした。チャンピオンズリーグではグループBで2位になり、タイ・ディヴィジョン1リーグ昇格を決めた。3位決定戦ではグループAで2位のピッサヌロークFCに2戦合計2-3で敗れた。
2014年12月、行徳浩二が監督に就任した。

## タイトル
- リージョナルリーグ・ディヴィジョン2 中部・西部地域 優勝 (1): 2013

## 過去の成績
| シーズン | ディビジョン               | 順位 | FAカップ |
| -------- | -------------------------- | ---- | -------- |
| 2010     | ディヴィジョン2 中部・東部 | 13位 | 2回戦    |
| 2011     | ディヴィジョン2 中部・東部 | 5位  | 1回戦    |
| 2012     | ディヴィジョン2 中部・東部 | 4位  | 予選     |
| 2013     | ディヴィジョン2 中部・西部 | 1位  | 2回戦    |
| 2014     | ディヴィジョン1            | 8位  | 3回戦    |
| 2015     | ディヴィジョン1            |      |          |

## 歴代所属選手
- 床井伸太朗 2011
- 高松健太郎 2012-2013
- 高橋延仁 2012-2015
- カムフェン・サヤヴティ 2013-2014、2016-
- 金古聖司 2014
- 西岡謙太 2015
- 佐藤祐介 2016.2-2016.3
- 田中輝和 2016-2017
- 三島勇太 2022-2024

## 歴代監督
- 行徳浩二 2015
- 八橋健一 2022-